# Liste der Mitglieder der Deutschen Akademie der Naturforscher Leopoldina/1709
Die Liste der Mitglieder der Deutschen Akademie der Naturforscher Leopoldina für 1709 enthält alle Personen, die im Jahr 1709 zum Mitglied ernannt wurden. Insgesamt gab es zwei gewählte Mitglieder.

## Mitglieder
| Nr. | Name                                | Beiname    | Geboren       | Aufnahme | Gestorben     | Bild | Datenbank |
| --- | ----------------------------------- | ---------- | ------------- | -------- | ------------- | ---- | --------- |
| 285 | Johann Ernst Waltsgott              | Glauco I.  | 8. Jan. 1671  | 16. Feb. |               |      | 7157      |
| 286 | Johann Gottlieb Nüssler von Nüssler | Ctesias I. | 16. Juli 1664 | 16. Feb. | 16. Aug. 1711 |      | 5870      |